# Podmolyé

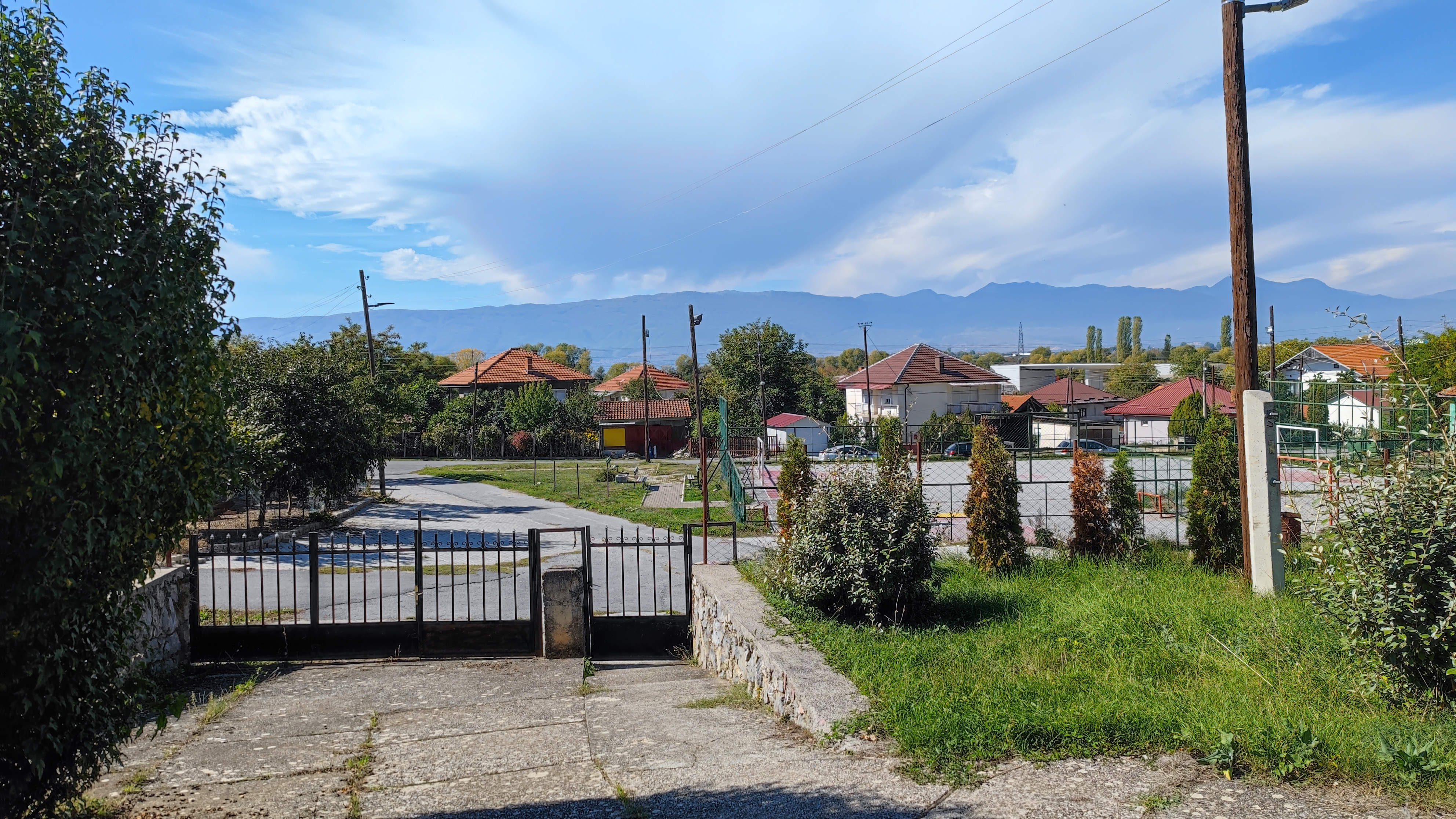
photo d'un terrain de sport à Podmolyé (2018)

Podmolyé (en macédonien Подмоље) est un village du sud-ouest de la Macédoine du Nord, situé dans la municipalité d'Ohrid. Le village comptait 331 habitants en 2002.

## Démographie
Lors du recensement de 2002, le village comptait :
- Macédoniens : 325
- Serbes : 2
- Autres : 4